# Фудокан
Фудокан (јап. 不動館; “Кућа чврстих темеља”) је школа каратеа коју је основао 1980. др Илија Јорга. Име „ФУДО“ потиче од имена Казеовог клуба у Паризу из које је др. Илија Јорга извео кованицу Фудокан. Фудокан је научна верзија Шотокана (огранак традиционални карате) јер учи све шотокан кате. Такође учи кате из сличних стилова (Санчин, Сеисан, Нипаипо итд.) али има и своје кате. Ове кате је из Шотокана избацио Масатоши Накајама 1958. јер је хтео да направи јасну разлику између стилова.

## Шта је фудокан
"Основни аспекти фудокан каратеа проистекли из темељитог простудираног начела апсорбције противникове енергије, оне која се односи на физичку снагу, али и оне која се тиче њеног менталног става. Утолико је за Фудокан карактеристично „пропуштање силе“, као дела споја „меког“ и „тврдог“ одговора на противникову силу. У мањој или већој мери, поменути елементи се могу наћи у JKA и шотокан стилу, а фудокан карате је настао као резултат дугогодишње спортске и научно-истраживачке праксе др Илије Јорге, те упоређивањем искустава других школа и стилова - посебно изворне, окинавске школе „вештине празне руке“.
Фудокан је настао као последица вишедеценијског практичног рада са каратистима европских, афричких, азијских и америчких земаља: у међувремену, стечени светски углед и остварени резултати довели су почетком осамдесетих година двадесетог века до настанка фудокан каратеа. Данас, фудокан карате чини доминантну школу традиционалног каратеа у источноевропским и средњоазијским државама.
Фудокан борац је кадар да изведе значајне подвиге снаге, али први задатак сваког мајстора фудокана је упозорење почетницима - како речима тако и у поступку обуке - да се вештина примењује искључиво у самоодбрани, при пуној свести о томе да је самоконтрола и контрола силе услов избегавања повреда или чак смрти. Држећи се духа вештине које су развијале генерације, у фудокан каратеу сматрамо да се борилачком вештином, па ни сопственим животом, не може у потпуности овладати без претходног постигнутог унутрашњег мира и склада. Само у том случају, уз хармоничан однос са природом, могу се развијати позитивне моћи људске снаге, што значи и борилачка вештина супротстављања сваком противнику али пре свега самом себи.

## Оснивање Фудокана
На свој рођендан, 15. новембра 1980. др Илија Јорга је презентовао нови предавачки систем, модеран развитак традиционалног каратеа познатог по називом фудокан. Овај стил је нови приступ развоју традиције јапанских мајстора ЈКА, интересујући се за борилачку вештину Гичин Фунакошија, коју су развили Тецуђи Мураками, Таиђи Казе и Хидетака Нишијама по највишим светским стандардима.

## Европска краљевска академија фудокан каратеа (РЕФКА)
Европску краљевску академију фудокан каратеа (РЕФКА) основао је 1995. године Др. Илија Јорга под покровитељством књегиње Јелисавете Карађорђевић. Ова академија Фудокан каратеа налази се на територији манастира - Прохор Пчињски (Србија).

## Симболи Фудокана
Филозофија борења у Фудокан каратеу је инспирисана начином борења орла и тигра.
Орао представља мекоћу, кружне блокове (орлова крила), брзину и елеганцију, ударце врховима прстију (орлов кљун) и отвореном шаком, ударце лактом, нагле промене правца кретања, снажне технике притиска на виталне тачке тела методом орлове канџе, технике полуга итд.
Тигар са друге стране, симболизује снагу и чврстину ударце зглобовима песнице (зуби тигра) и затвореном шаком ударце кореном длана (тигрова шапа), чврсте блокове подлактицом, технике бацања и гушења и сл.

## Рангирање по појасевима и хакаме

### Ученички појасеви
| Ранг - Kyū | 10. Kyū           | 9. Kyū                                      | 8. Kyū                                            | 7. Kyū                                        | 6. Kyū                                         | 5. Kyū                                            | 4. Kyū                                              | 3. Kyū                                        | 2. Kyū                                        | 1. Kyū                                       |
| ---------- | ----------------- | ------------------------------------------- | ------------------------------------------------- | --------------------------------------------- | ---------------------------------------------- | ------------------------------------------------- | --------------------------------------------------- | --------------------------------------------- | --------------------------------------------- | -------------------------------------------- |
| Појас      | Бели појас        | Жути појас                                  | Наранџасти појас                                  | Црвени појас                                  | Зелени појас                                   | Љубичасти појас                                   | Светлоплави појас                                   | Плави појас                                   | Браон појас                                   | Сиви појас                                   |
| Боја       | Бели - (почетник) | Жути - (минимум 5 месеци тренинга или више) | Наранџасти - (минимум 7 месеци тренинга или више) | Црвени - (минимум 9 месеци тренинга или више) | Зелени - (минимум 15 месеци тренинга или више) | Љубичасти - (минимум 18 месеци тренинга или више) | Светлоплави - (минимум 25 месеци тренинга или више) | Плави - (минимум 28 месеци тренинга или више) | Браон - (минимум 31 месеци тренинга или више) | Сиви - (минимум 36 месеци тренинга или више) |

### Мајсторски појасеви
| Ранг - Dan | 1. Dan                  | 2. Dan                               | 3. Dan                            | 4. Dan                            | 5. Dan                            | 6. Dan                            | 7. Dan                            | 8. Dan                            | 9. Dan                                                | 10. Dan                                                |
| ---------- | ----------------------- | ------------------------------------ | --------------------------------- | --------------------------------- | --------------------------------- | --------------------------------- | --------------------------------- | --------------------------------- | ----------------------------------------------------- | ------------------------------------------------------ |
| Појас      | Црни                    | Црни са 2 штрафте                    | Црни са 3 штрафте или црно-црвени | Црни са 4 штрафте или црно-црвени | Црни са 5 штрафти или црно-црвени | Црни са 6 штрафти или Црвено-бели | Црни са 7 штрафти или Црвено-бели | Црни са 8 штрафти или Црвено-бели | Црни са 9 штрафти или Црвени                          | Црни са 10 штрафти или Црвени                          |
| Боја       | Црни - Мајсторско звање | Црни са 2 штрафте - Мајсторско звање | Црни са 3 штрафте или             | Црни са 4 штрафте или             | Црни са 5 штрафти или             | Црни са 6 штрафти или             | Црни са 7 штрафти или             | Црни са 8 штрафти или             | Црни са 9 штрафти или Црвени - Титула великих учитеља | Црни са 10 штрафти или Црвени - Титула главног учитеља |
| Боја       | Црни - Мајсторско звање | Црни са 2 штрафте - Мајсторско звање | Црно-црвени - Мајсторско звање    | Црно-црвени - Мајсторско звање    | Црно-црвени - Мајсторско звање    | Црвено-бели - Мајсторска титула   | Црвено-бели - Мајсторска титула   | Црвено-бели - Мајсторска титула   | Црни са 9 штрафти или Црвени - Титула великих учитеља | Црни са 10 штрафти или Црвени - Титула главног учитеља |

Хакама
Обавезни део опреме сваког мајстора Фудокан каратеа је и хакама. Она се користи приликом свечаности суђења на такмичењима да подсети на традицију јапанског начина облачења мајстора древне вештине каратеа и других борилашких спортова и да направи разику од начина облачења судија у спортском каратеу.

## Фудокан Кате
У овом карате стилу Фудокан борац учи све Шотокан кате, кате неких других стилова а постоје и кате овог стила.
| Име            | Канђи      | Занчење                                              |
| -------------- | ---------- | ---------------------------------------------------- |
| Хеан Ои-Куми   | 平安合組   | Мирни ум, уједињених 5 хеиан ката                    |
| Канку Ои-Куми  | 観空合組   | Поглед у небо, спојене канку кате, емпи и сочин кате |
| Таиђи Шодан    | 加瀬初段   | Почаст Таиђи Казеу, Један                            |
| Таиђи Нидан    | 加瀬二段   | Почаст Таиђи Казеу, Два                              |
| Токуи          |            | ?                                                    |
| Меикјо Нидан   | 明鏡二段   | Бистро огледало, Два                                 |
| Меикјо Сандан  | 明鏡三段   | Бистро огледало, Три                                 |
| Ширјуки        | 寬重機     | ?                                                    |
| Ваши но Маи    | 和紙能麥   | Лет орла                                             |
| Сецу Јама Бама | 濑津版纳坑 | Цвет на врху горе                                    |
| Араши          | 岚         | ?                                                    |
| Каминари       | 雷         | Муња, Гром                                           |

У Фудокан кате спадају и 5 Пинан ката које је вежбао Фунакоши Гичин.